# 범어사 팔상·독성·나한전
부산 범어사 팔상·독성·나한전(釜山 梵魚寺 捌相·獨聖·羅漢殿)은 부산광역시 금정구 청룡동, 범어사에 있는 조선시대의 건축물이다. 2006년 7월 3일 부산광역시의 유형문화재 제63호로 지정되었다.

## 개요
정면 7칸, 측면 1칸 규모에 겹처마, 맞배지붕인 본 건물은 현재 범어사 대웅전 서쪽 상단에 위치하고 있는 부속 불전의 하나로, 적어도 1706년 이래로 존속했던 위치에서 변함없이 존속해 온 건물이다.
1902년에 조사된 자료에 의하면 당시까지는 중앙의 천태문(天台門)을 중심으로 좌우에 각각 팔상전과 나한전이란 별개의 건물이 서 있다가, 1905년 11월～1906년 11월까지 약 1년에 걸친 공사 끝에 현재의 모습으로 새롭게 단장되었다.
따라서 서측의 팔상전 부분과 동측의 나한전 부분의 건축 형식은 변형되거나 고쳐지지 않고 1906년 중건 이전의 모습을 그대로 유지하고 있다고 보여 지며, 다만, 팔상전과 나한전의 노후화 된 부재의 교체와 내부 가구(架構)가 수리되었을 것으로 추정된다.
또한 1906년에 단장된 독성전(獨聖殿) 부분은 문틀을 하나의 통재를 사용해서 반원형으로 구부려 만든 독특한 모습이고, 창방 사이의 삼각형 벽체 부분에는 통판(通板)으로 넝쿨 형상을 초각하였으며, 창호도 팔상전과 나한전이 교살창인데 비해 독성전은 화문살로 아름답게 꾸미는 등 장식수법이 유사한 예를 찾기 어려울 정도로 뛰어나다.
이처럼 범어사 팔상·독성·나한전은 1906년에 중건된 건물임에도 불구하고, 간살, 가구(架構)와 평면, 입면 구성 등에서 1706년 이래의 건축 형식을 상당 부분 유지하고 있고, 특히 하나의 건물에 세 불전(佛殿)을 모신 점, 중아에 위치한 독성전 개구부(開口部)의 뛰어난 의장과 초각수법은 그 예가 극히 드문 만큼 문화재로서의 가치를 충분히 갖추고 있는 건물로 평가된다.

## 참고 자료
- 부산 범어사 팔상·독성·나한전 - 국가유산청 국가유산포털